# 乌当
乌当（法語：Houdan，法語發音：[udɑ̃] ⓘ），法国中北部城市，法兰西岛大区伊夫林省的一个市镇，隶属于芒特拉若利区，其市镇面积为10.39平方公里，2022年1月1日时人口数量为3,716人，在法国城市中排名第3,026位。
乌当位于伊夫林省西部，西侧与厄尔-卢瓦省接壤，韦格尔河流经镇中心，圣西尔—叙尔东铁路和多条公路在此交汇。

## 地名来源
乌当的地名来源尚存在争议。“Houdan”一名可能出自法兰克语“husinding”，意为“高处的房屋”。

## 历史

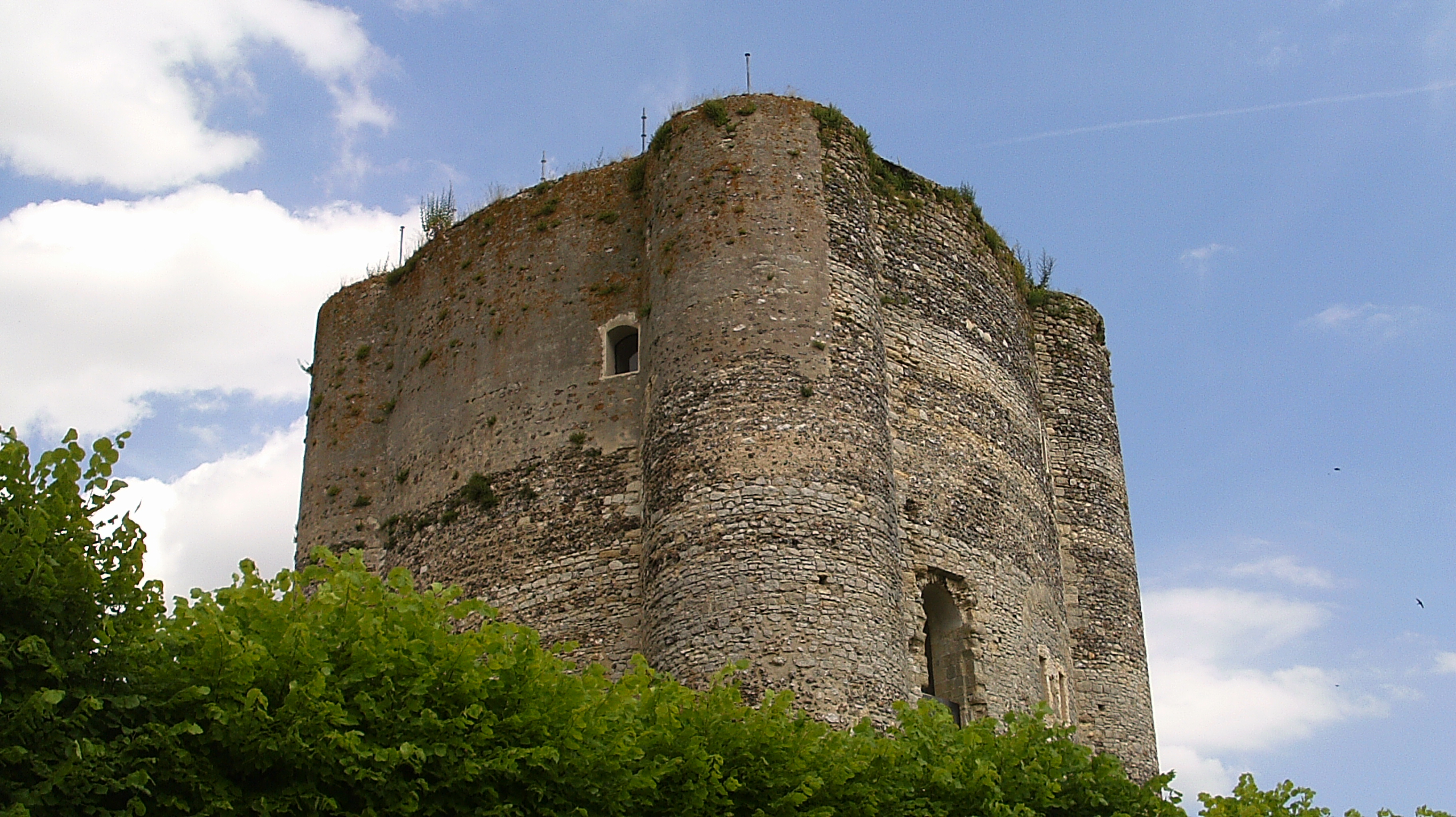
乌当碉楼

乌当的早期历史尚不清楚，其所在的巴黎盆地西部地区曾发现尼安德特人的活动遗迹。根据当地官方网站的论述，乌当最初于公元974年在一份文献中被提及。中世纪时，乌当长期为诺曼底边境的一个村落，当地首个教堂于公元11世纪建成。12世纪初，埃夫勒伯爵蒙福尔的阿莫里三世在此修建乌当碉楼，其附近逐渐形成商业集镇。16世纪时，在亨利二世的支持下，乌当城墙得以扩建。法国大革命后，乌当成为塞纳-瓦兹省的一个市镇。1866年，途径乌当的圣西尔—叙尔东铁路建成通车。1968年，塞纳-瓦兹省被撤销，乌当被划入新成立的伊夫林省。自20世纪60年代以来，得益于巴黎的城市扩张，乌当人口数量逐年增加。
在行政区划方面，乌当在1801至2015年间为乌当县的县治。

## 地理

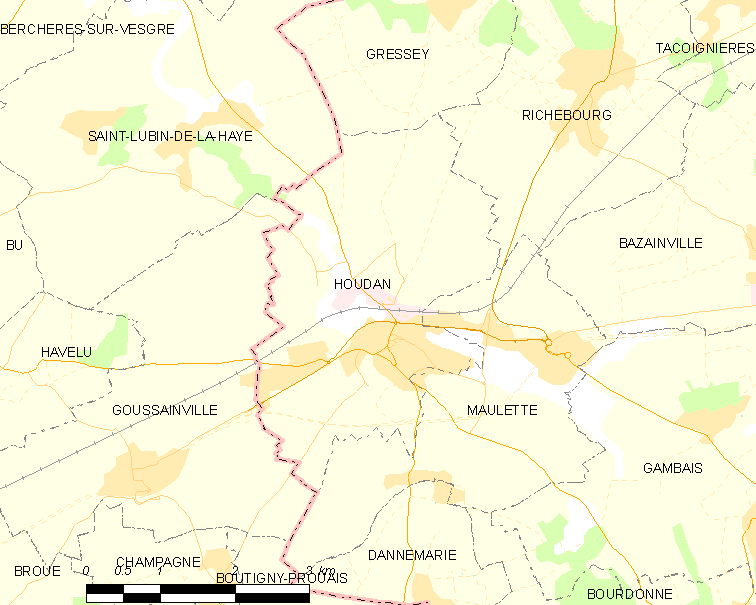
乌当市镇范围地图

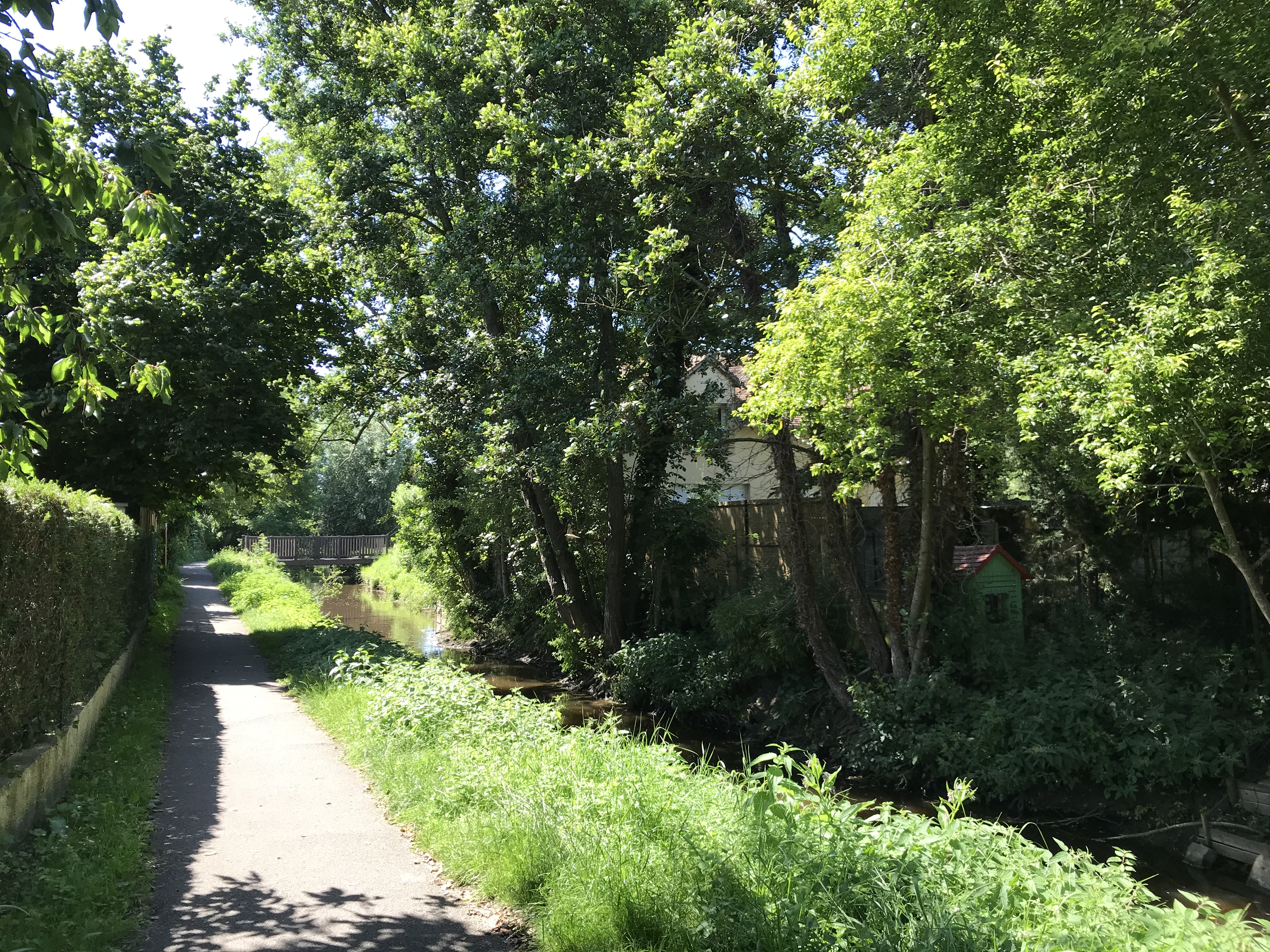
流经乌当的韦格尔河

乌当位于法国中北部，法兰西岛大区西部和伊夫林省西部，距离省会凡尔赛大约42公里。与乌当接壤的市镇包括：格勒塞、里什堡、圣吕班德拉艾、古桑维尔和莫莱特。

### 地形
乌当位于巴黎盆地西侧，乌当附近的传统区域以其命名，乌当境内以平原为主，市镇中心地势较为平坦，全境海拔在87到129米之间。

### 水文
乌当位于塞纳河流域范围内，韦格尔河自东南向西北蜿蜒流经市区北部，其左岸支流奥普通河在此与其交汇。

### 植被
乌当属于温带阔叶混交林区，市区西北部有一处林地。市区北部的天鹅公园（Parc du Cygne）是当地主要的城市绿地。
在鲜花城市的评比中，乌当暂未被评级。

### 气候
乌当在柯本气候分类法中属于温带海洋性气候（Cfb）。
距离乌当最近的常年气象站位于比镇境内，以下为该气象站的数据（其中日照数据取自韦利济-维拉库布莱）：
| 比镇 1981年－2019年 | 比镇 1981年－2019年 | 比镇 1981年－2019年 | 比镇 1981年－2019年 | 比镇 1981年－2019年 | 比镇 1981年－2019年 | 比镇 1981年－2019年 | 比镇 1981年－2019年 | 比镇 1981年－2019年 | 比镇 1981年－2019年 | 比镇 1981年－2019年 | 比镇 1981年－2019年 | 比镇 1981年－2019年 | 比镇 1981年－2019年 |
| 月份                | 1月                 | 2月                 | 3月                 | 4月                 | 5月                 | 6月                 | 7月                 | 8月                 | 9月                 | 10月                | 11月                | 12月                | 全年                |
| ------------------- | ------------------- | ------------------- | ------------------- | ------------------- | ------------------- | ------------------- | ------------------- | ------------------- | ------------------- | ------------------- | ------------------- | ------------------- | ------------------- |
| 历史最高温 °C（°F） | 15.3 (59.5)         | 17.7 (63.9)         | 22.5 (72.5)         | 27.9 (82.2)         | 30.6 (87.1)         | 37.7 (99.9)         | 38.1 (100.6)        | 39.1 (102.4)        | 33.6 (92.5)         | 28.6 (83.5)         | 20.8 (69.4)         | 15.9 (60.6)         | 39.1 (102.4)        |
| 平均高温 °C（°F）   | 6.4 (43.5)          | 8.3 (46.9)          | 11.7 (53.1)         | 15.2 (59.4)         | 19 (66)             | 22.6 (72.7)         | 24.6 (76.3)         | 24.8 (76.6)         | 21.3 (70.3)         | 16 (61)             | 10.2 (50.4)         | 6.4 (43.5)          | 15.5 (59.9)         |
| 日均气温 °C（°F）   | 3.8 (38.8)          | 5 (41)              | 7.4 (45.3)          | 10 (50)             | 13.7 (56.7)         | 16.7 (62.1)         | 18.7 (65.7)         | 18.9 (66.0)         | 15.8 (60.4)         | 11.9 (53.4)         | 7.2 (45.0)          | 3.9 (39.0)          | 11.1 (52.0)         |
| 平均低温 °C（°F）   | 1.2 (34.2)          | 1.7 (35.1)          | 3.1 (37.6)          | 4.7 (40.5)          | 8.3 (46.9)          | 10.9 (51.6)         | 12.9 (55.2)         | 13 (55)             | 10.3 (50.5)         | 7.8 (46.0)          | 4.2 (39.6)          | 1.4 (34.5)          | 6.6 (43.9)          |
| 历史最低温 °C（°F） | −14.9 (5.2)         | −13.9 (7.0)         | −11.6 (11.1)        | −4.6 (23.7)         | −1.1 (30.0)         | 1.1 (34.0)          | 5.8 (42.4)          | 3.9 (39.0)          | 0.6 (33.1)          | −5.1 (22.8)         | −9.8 (14.4)         | −10.2 (13.6)        | −14.9 (5.2)         |
| 平均降水量 mm（）   | 49.9 (1.96)         | 43.9 (1.73)         | 47 (1.9)            | 47.3 (1.86)         | 51 (2.0)            | 48.9 (1.93)         | 61.1 (2.41)         | 49.4 (1.94)         | 39.1 (1.54)         | 68.5 (2.70)         | 60.4 (2.38)         | 69.1 (2.72)         | 635.6 (25.02)       |
| 月均日照時數        | 61.8                | 76.5                | 127.3               | 164.6               | 195.3               | 209.3               | 216.4               | 209.9               | 167                 | 112.1               | 64.9                | 51.5                | 1,656.6             |
| 来源：infoclimat.fr |                     |                     |                     |                     |                     |                     |                     |                     |                     |                     |                     |                     |                     |

## 行政区划
乌当的市镇编号为78310，邮政编号为78550。
在行政管理方面，乌当隶属于法国法兰西岛大区伊夫林省芒特拉若利区；在地方选举方面，乌当隶属于塞纳河畔博尼耶尔县，其市镇范围全境被划入伊夫林省第九选区；在社会管理方面，乌当是乌当地区市镇公共社区的办公驻地。
截至2023年12月，乌当市镇范围内暂无任何城市敏感街区及城市政策优先街区。
法国国家统计与经济研究所（简称）在进行数据统计时，将乌当及相邻的另外一个市镇设为乌当城市核心区（Unité urbaine de Houdan），并将包括核心区在内的周边共1,794个市镇划为巴黎城市区。自2020年起，巴黎城市区被包含1,929个市镇的巴黎城市辐射区代替。此外，还将乌当市镇整体看作一个“块区”（IRIS），以便于统计人口分布情况。

## 交通

### 公路
法国国道N12线和伊夫林省省道D20线、D61线、D115线、D912线、D933线在乌当境内交汇。
2020年，71.3%的乌当家庭拥有至少一辆私人汽车。2021年，乌当境内共发生各类交通事故2起，造成4人受伤，其中1人重伤。
| 11 | 26 |

| 凡尔赛 | 43 |

| 芒特拉若利 | 28 |

| 德勒 | 20 |

### 铁路

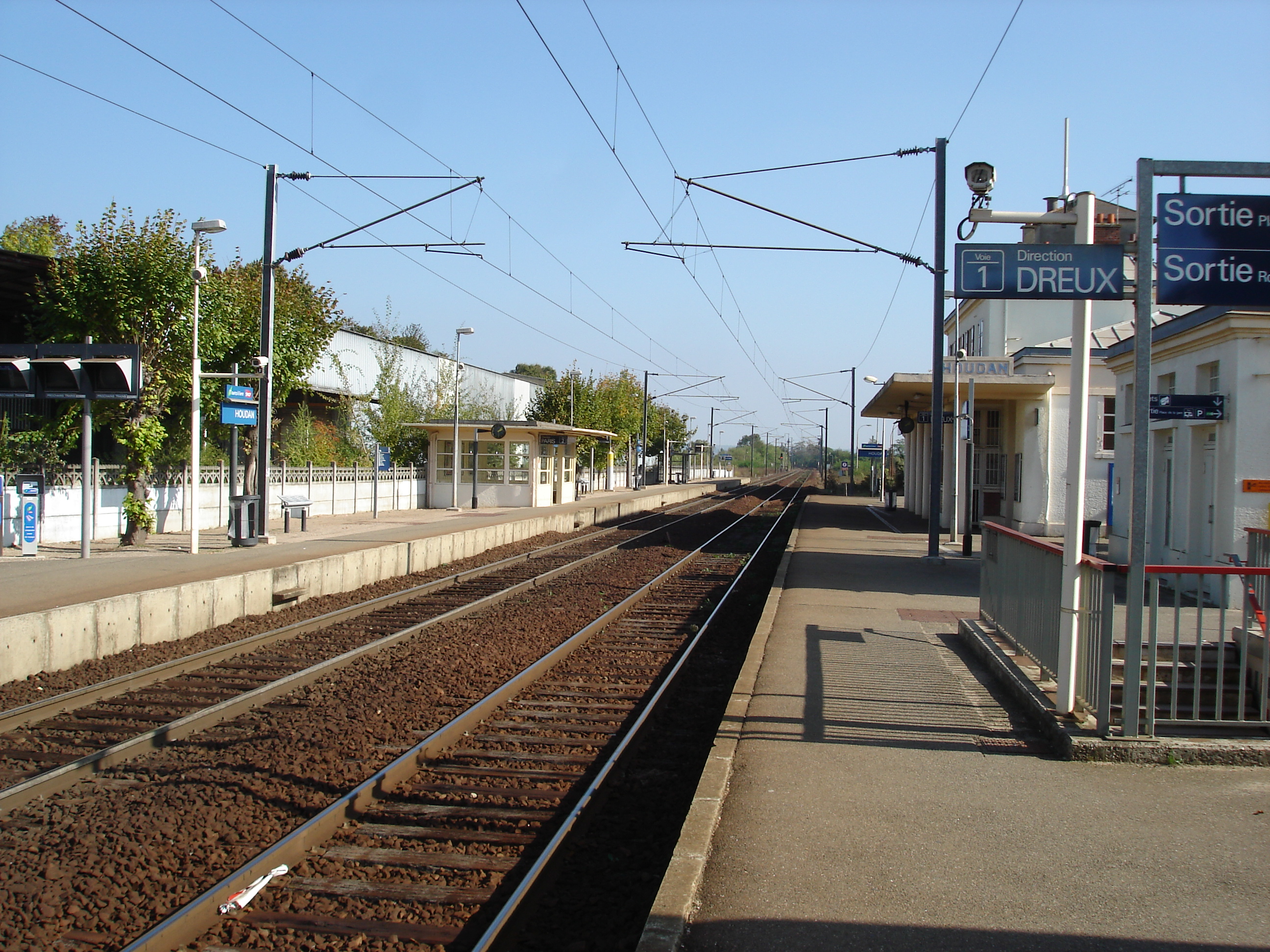
乌当火车站

乌当位于圣西尔－叙尔东铁路上。乌当站位于市区北部，停靠法兰西岛大区列车N线。

### 航空
乌当距离巴黎-奥利机场的公路里程大约62公里。

### 城市公共交通
法国交通发展集团-乌当是乌当地区公共交通的运营商。截至2023年12月，该系统共包括十余条公交线路，其中公交9路、60路、65路和67路经过阿布利市区。

## 政治

### 市政内阁
乌当的现任市长为让-马里·泰塔尔先生，他是一名右翼无党派人士，在2020年的市政选举中获得了100.00%的支持率（无其他候选人）。
| 乌当历届市长               | 乌当历届市长                     | 乌当历届市长                                                  |
| 任期                       | 市长                             | 党派                                                          |
| -------------------------- | -------------------------------- | ------------------------------------------------------------- |
| （1947年以前资料暂缺）     |                                  |                                                               |
| 1947年－1965年             | Paul BOUCHER 保罗·布谢           | 不详                                                          |
| （1965至1989年间资料暂缺） |                                  |                                                               |
| 1989年－1995年             | Émile LE NOÉ 埃米尔·勒诺埃       | 不详                                                          |

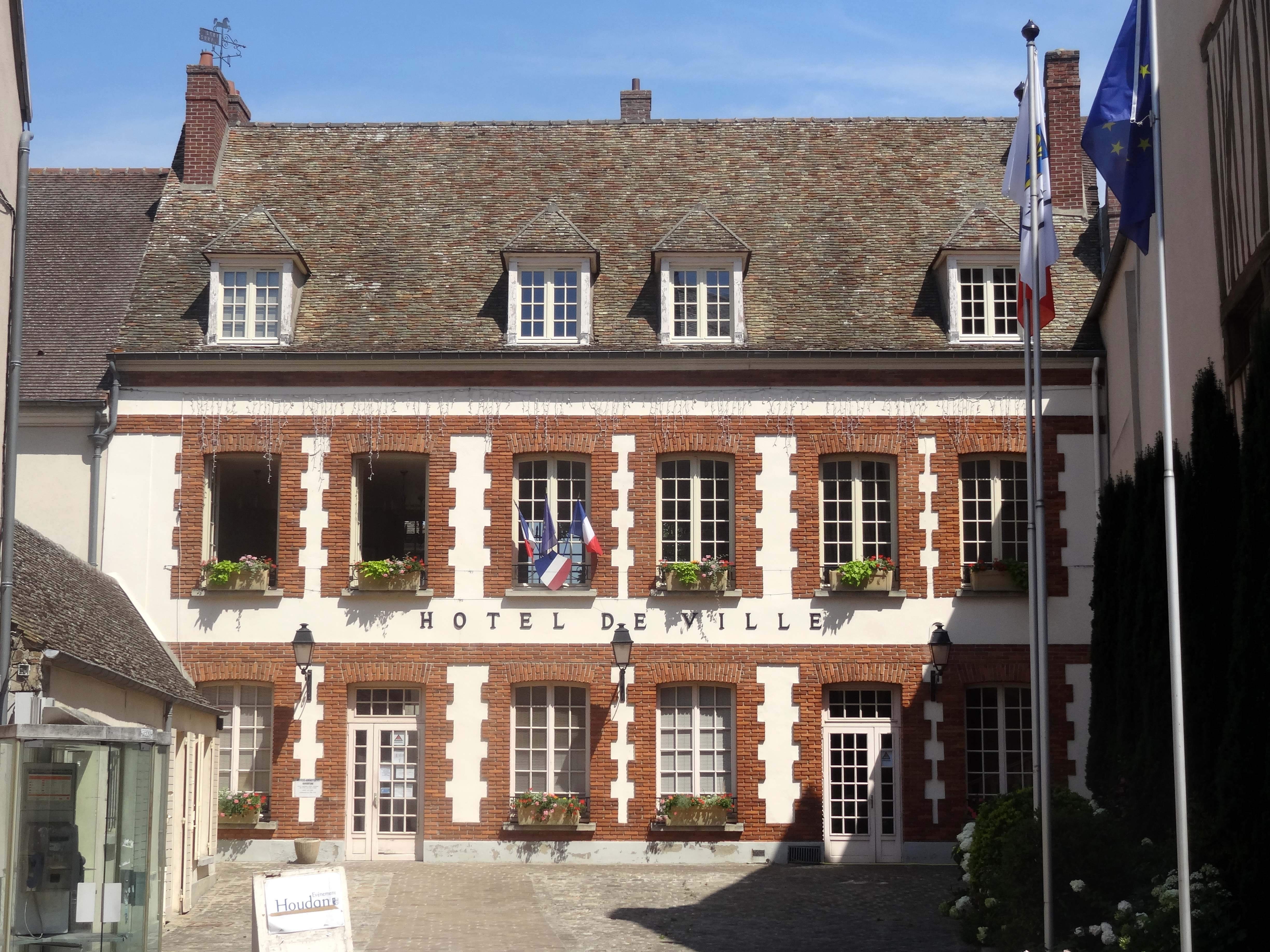
乌当市政厅

| 1995年－                   | Jean-Marie TÉTART 让-马里·泰塔尔 | RPR保衛共和聯盟 →UMP人民运动联盟 →LR共和黨 →DVD右翼无党派人士 |

### 各级选举
| 乌当历届投票选举结果 | 乌当历届投票选举结果 | 乌当历届投票选举结果 | 乌当历届投票选举结果 | 乌当历届投票选举结果          | 乌当历届投票选举结果 | 乌当历届投票选举结果 | 乌当历届投票选举结果          | 乌当历届投票选举结果 | 乌当历届投票选举结果 |
| 选举项目             | 选举范围             | 选区单位             | 选区单位内的选举结果 | 选区单位内的选举结果          | 选区单位内的选举结果 | 选区单位内的选举结果 | 选区单位内的选举结果          | 选区单位内的选举结果 | 参考资料             |
| 选举项目             | 选举范围             | 选区单位             | 第一轮胜出者         | 第一轮胜出者                  | 支持率               | 第二轮胜出者         | 第二轮胜出者                  | 支持率               | 参考资料             |
| -------------------- | -------------------- | -------------------- | -------------------- | ----------------------------- | -------------------- | -------------------- | ----------------------------- | -------------------- | -------------------- |
| 2017年法國總統選舉   | 法國                 | 市镇                 |                      | 埃马纽埃尔·马克龙             | 24.82%               |                      | 埃马纽埃尔·马克龙             | 70.33%               | [ 24 ]               |
| 2017年法国立法选举   | 伊夫林省第九选区     | 市镇                 |                      | 让-马里·泰塔尔                | 42.53%               |                      | 让-马里·泰塔尔                | 65.57%               | [ 24 ]               |
| 2019年欧洲议会选举   | 法國                 | 市镇                 |                      | 纳塔莉·卢瓦索                 | 26.34%               | （不适用）           | （不适用）                    | （不适用）           | [ 26 ]               |
| 2021年法国省级选举   | 伊夫林省             | 县                   |                      | 若塞特·让 帕特里克·斯泰法尼尼 | 37.86%               |                      | 若塞特·让 帕特里克·斯泰法尼尼 | 70.85%               | [ 27 ]               |
| 2021年法国省级选举   | 伊夫林省             | 市镇                 |                      | 若塞特·让 帕特里克·斯泰法尼尼 | 48.09%               |                      | 若塞特·让 帕特里克·斯泰法尼尼 | 82.25%               | [ 27 ]               |
| 2021年法国大区选举   | 法蘭西島大區         | 市镇                 |                      | 瓦莱丽·佩克雷斯               | 49.29%               |                      | 瓦莱丽·佩克雷斯               | 59.48%               | [ 28 ]               |
| 2022年法国总统选举   | 法國                 | 市镇                 |                      | 埃马纽埃尔·马克龙             | 32.26%               |                      | 埃马纽埃尔·马克龙             | 62.55%               | [ 24 ]               |
| 2022年法国立法选举   | 伊夫林省第九选区     | 市镇                 |                      | 布吕诺·米利埃纳               | 26.81%               |                      | 布吕诺·米利埃纳               | 63.2%                | [ 24 ]               |

## 人口
2020年，乌当市镇人口数量为3,690，在法国排名第3,026位。其中男性1,620人，女性2,070人，75岁及以上人口占10.2%，外籍人口数量为236人，人口密度为355人/平方公里，当地居民被称为（男性）或（女性）。2022年，乌当境内出生45人，死亡人口66人。
| 乌当1901年－2020年人口变化情况 |
|                                |
| 数据来源：Cassini、INSEE       |

## 经济

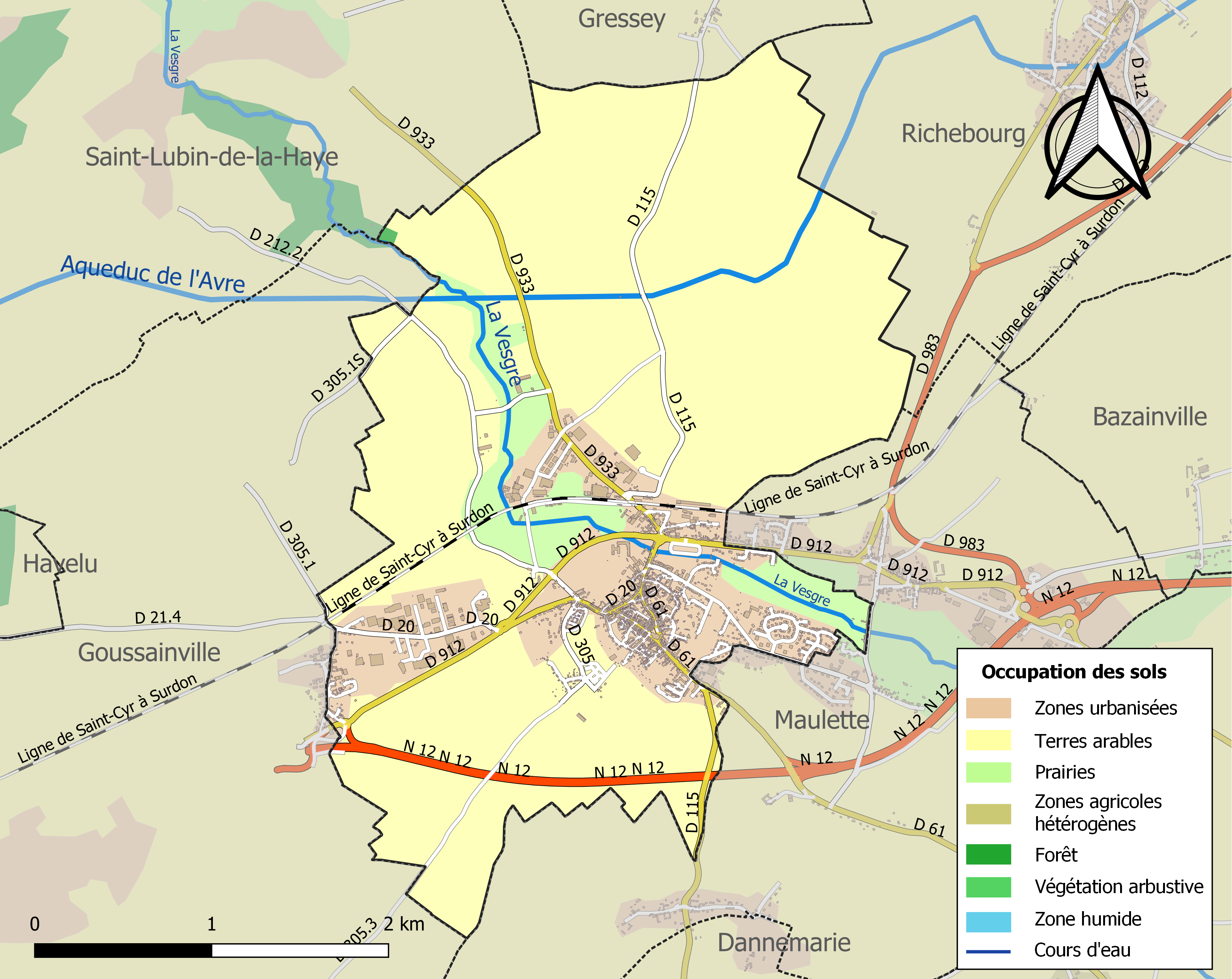
乌当土地利用情况地图

乌当是一个区域性的中心城市。截至2023年12月，乌当市镇范围内共有各类用人单位（包含自雇）988家，平均历史为15年，其中98.28%为中小型企业（PME），2023年10月至12月间，当地的经济活力指数为0.81%。 （批发销售）、（肉制品加工）及（制药）是当地2021年营业额最高的三个企业，分别为31,007,436欧元、27,902,029欧元和24,637,892欧元。

## 财政与居民收入
2021年，乌当的财政收入总额为3,790,050欧元，财政支出总额为3,505,550欧元，当年的债务总额为2,715,110欧元。2021年，乌当市镇通过增值税获得123,310欧元的收入，此外当地还共获得了123,700欧元的国家直接财政补助。
2019年，乌当的人均月收入总额为2,484欧元，其中高级职员为3,851欧元，低于法国平均水平（4,230欧元）；中级职员为2,524欧元，高于法国平均水平（2,411欧元）；普通职员为1,866欧元，高于法国平均水平（1,740欧元）。
2020年，乌当境内的贫困率为9%，青壮年（15至64岁）失业率为10.4%；2022年，当地54.5%的家庭拥有纳税资格，平均纳税3,420欧元，低于法国平均水平（4,393欧元）。

## 社会事务

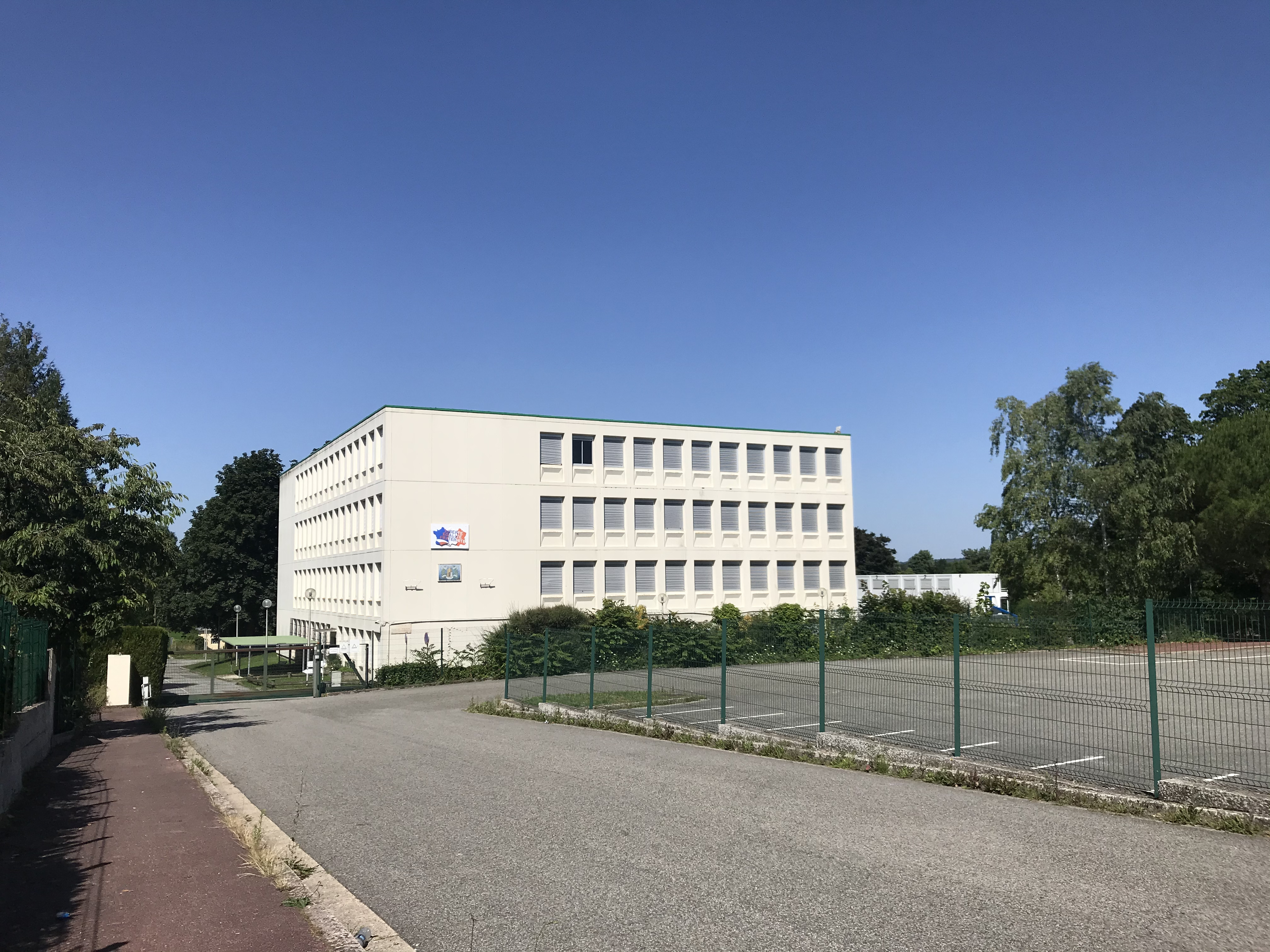
一处初级中学

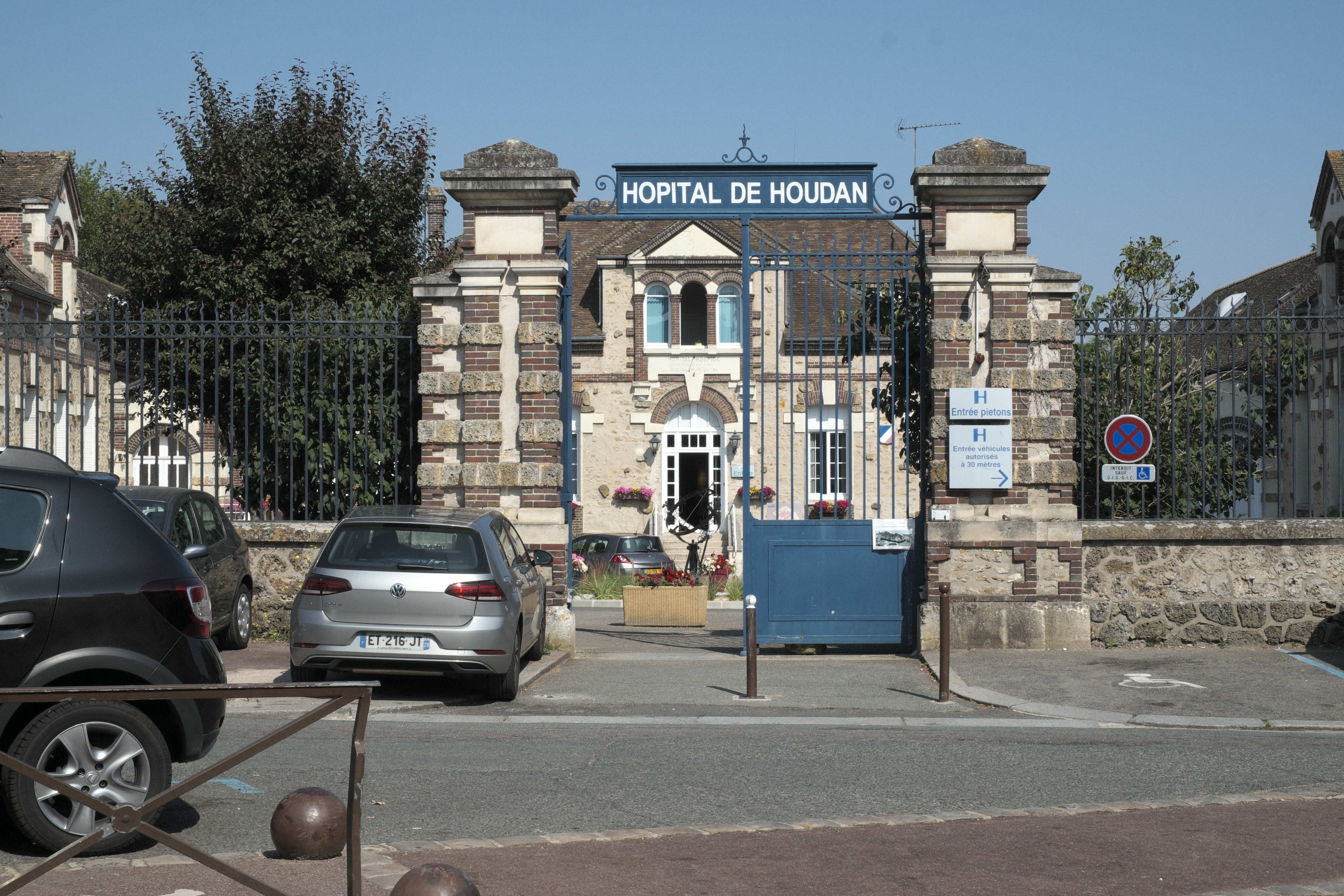
乌当医院

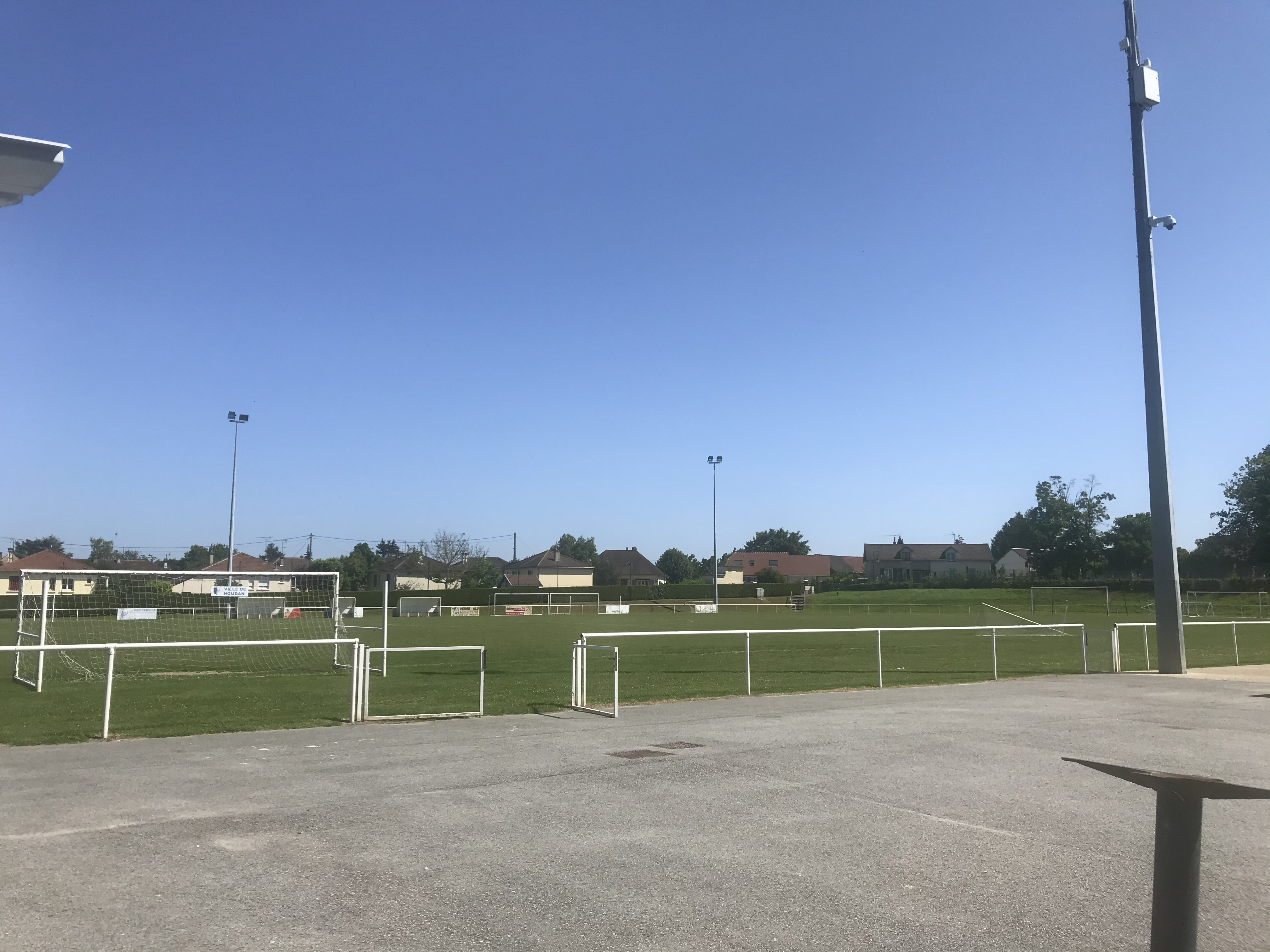
市政球场

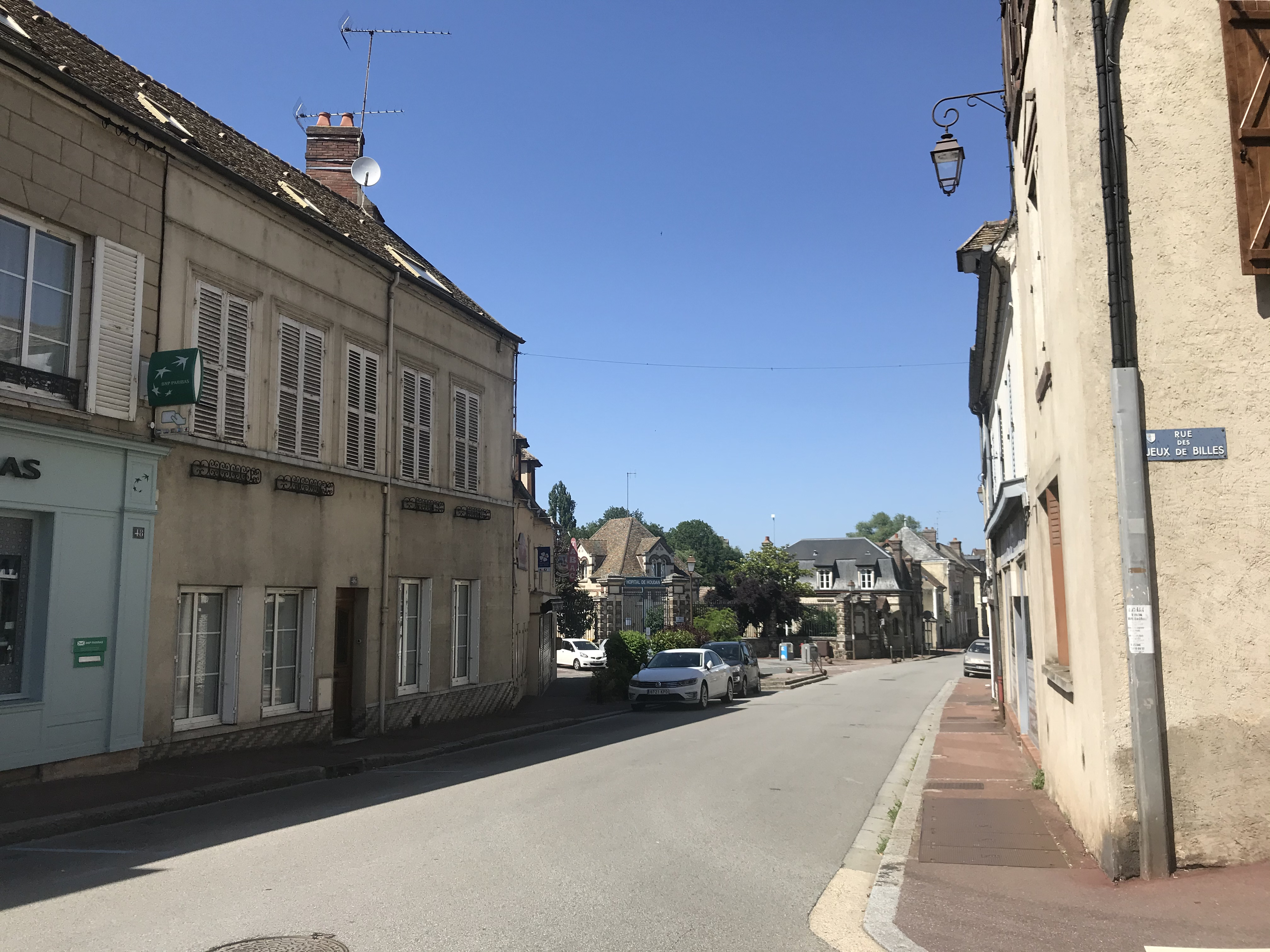
巴黎街

### 教育
乌当属于凡尔赛学区。截至2021年1月1日，乌当境内共有1所幼儿园、2所小学和1所初级中学。2021至2022学年度，乌当境内共有在校中等教育阶段学生762名。

### 医疗
截至2021年1月1日，乌当境内共有全科医生3名、保健师6名、牙医8名、护士3名和妇科医生1名。境内共有药房2家、养老院2家、残疾人帮扶中心1家。
乌当医院（Hôpital de Houdan）是法国的一个区域性医疗机构，其主病区位于乌当市区，设有床位298个。

### 住房
2020年，乌当境内共有各类住房2,060套，其中45.2%为独立式居民区，54.0%为集中式居民区。常住房屋占乌当市镇范围内居民建筑总量的84.3%。
在住房保障政策方面，2022年，乌当境内共有200户家庭获得了住房经济补助，受益人数占总人口数量的6.9%，其中251份为房租补助。

### 商业
2021年，乌当境内共有各类实体商铺168家，其中餐厅23家、大型超市1家、杂货店2家、面包房5家、肉铺2家、书店2家、装饰品店1家、银行门店7家、美容美发店8家、汽车维修店18家。乌当镇中心建有一家家乐福便民超市。

### 体育
2021年，乌当境内共有1家游泳池、1间体育馆、4处网球场、1处马术场、1处足球或橄榄球场以及3处篮球或排球场。
截至2023年12月，乌当地区足球俱乐部（Football Club de la Région Houdanaise，编号542759）是乌当境内唯一的一家注册足球俱乐部，其主队2023至2024赛季参加伊夫林省足球联赛乙组（法国第十级别），其主场为市政球场（Stade Municipal）。

### 环境
乌当的环境事务由其所属的乌当地区市镇公共社区联合各级政府协调负责。2021年，乌当境内共有1家污染企业。

### 治安
乌当及其附近的共96个市镇是芒特拉若利国家宪兵队（zone gendarmerie de Mantes-la-Jolie）的管辖范围。2020年，该宪兵队累计记录各类案件2,896起，其中盗窃类案件1,339起，经济类案件459起，毒品交易类案件296起。

## 文化

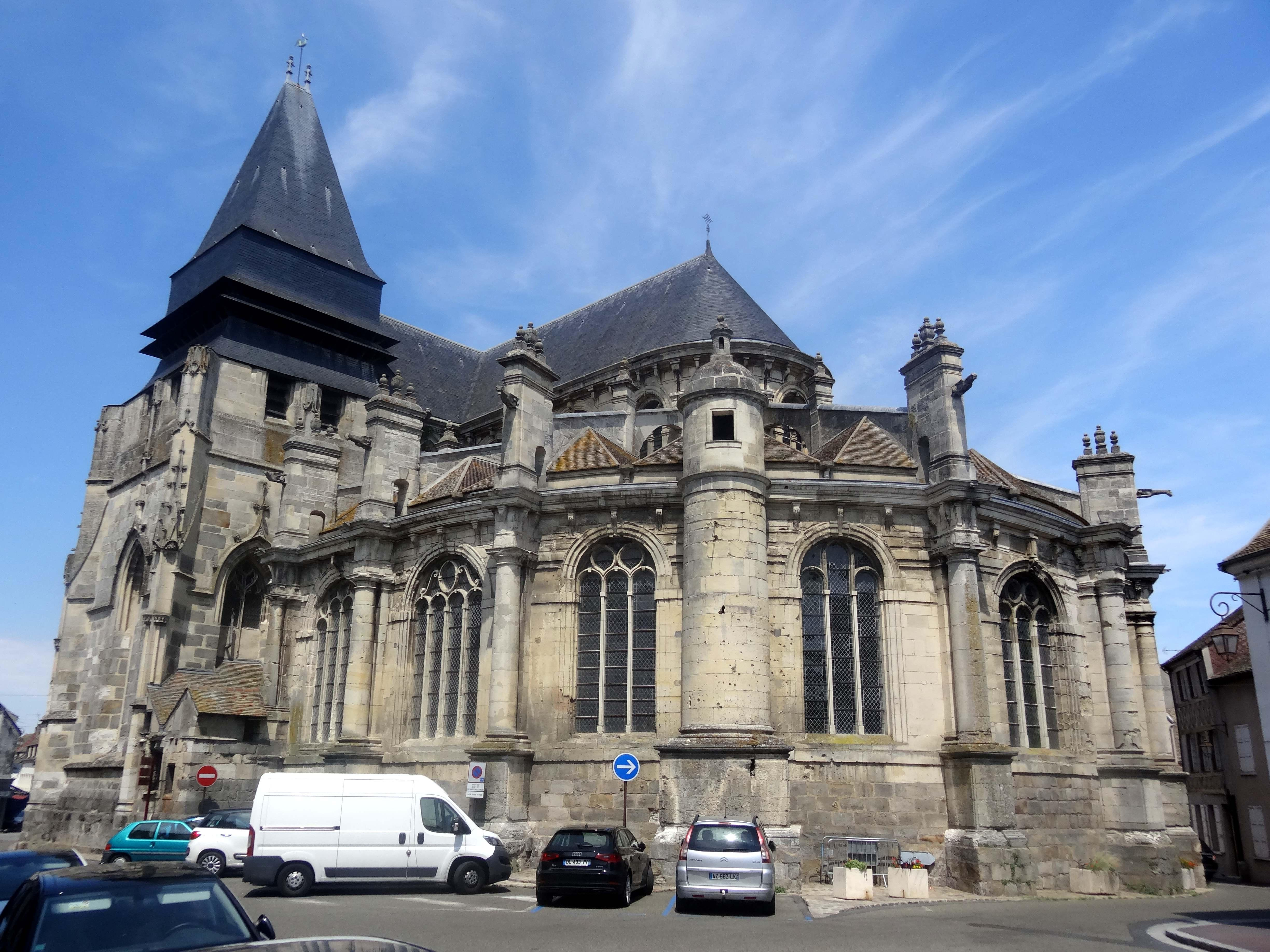
大圣雅克-圣克里斯托夫教堂

2021年，乌当境内暂无任何文化设施。乌当境内建有多媒体中心（Médiathèque），每周二、三、五、六向公众开放。

### 建筑
乌当境内有多处历史建筑，其中大圣雅克-圣克里斯托夫教堂、乌当碉楼等为法国国家文物保护单位。

### 旅游
乌当的旅游事务由其所属的乌当地区市镇公共社区联合各级政府协调负责。2023年，乌当境内共有2家酒店共计31间房间。

### 媒体
法国主要的媒体均可在乌当接收，法国电视三台下属的法兰西岛大区频道在部分时段播出乌当所在伊夫林省的地方新闻。蓝色法兰西巴黎广播、巴黎营地广播、BFM电视台巴黎频道、《巴黎人报》等是当地主要的地方性媒体。

### 乌当鸡
乌当因同名鸡而闻名。

## 相关人物
法国建筑师亨利·普罗旺萨尔逝世于乌当。

## 友好城市
截至2023年12月，乌当共与三座城市建立了友好城市关系：
- 德国 弗里德兰
- 塞内加尔 Baïla
- 英格兰 Pangbourne